# Spirorbis pervius
Spirorbis pervius är en ringmaskart som först beskrevs av Montagu 1803.  Spirorbis pervius ingår i släktet Spirorbis och familjen Serpulidae. Inga underarter finns listade i Catalogue of Life.